# Akademisk grad
En akademisk grad eller en universitetsgrad er en uddannelsesgrad, som et universitet eller en anden højere læreanstalt på universitetsniveau (f.eks. kunstakademierne og musikkonservatorierne) tildeler enkeltpersoner efter disses gennemførelse af en universitetsuddannelse eller et universitetsstudium eller efter afsluttet forskning sammesteds. Personer med en sådan grad kaldes under et akademikere.
I Danmark anvendes følgende grader:
- Bachelorgraden (undertiden benævnt "universitetsbachelorgraden" for at adskille den fra den ikkeakademiske professionsbachelorgrad), normeret til 3 års fuldtidsstudier.

- Mastergraden, uddannelse på kandidatniveau, normeret til en 3-årig universitetsbachelorgrad eller 3-4½-årig professionsbachelorgrad + 1-1½ års fuldtidsstudier (ofte gennemført som 2-3 års deltidsstudier).

- Kandidatgraden, normeret til en 3-årig universitetsbachelorgrad eller 3-4½-årig professionsbachelorgrad + 2 års fuldtidsstudier (dog 2½ års fuldtidsstudier for kandidatuddannelsen i veterinærmedicin (dyrlæge) samt 3 års fuldtidsstudier for kandidatuddannelsen i medicin/lægevidenskab (læge), kandidatuddannelsen i billedkunst (billedkunstner) og kandidatuddannelsen i billedkunst, kunstteori og formidling).

- Magistergraden (tildeling ophørt i 2007), normeret til en 3-årig universitetsbachelorgrad + 3 års fuldtidsstudier.

- Ph.d.-graden (tillige benævnt "forskergraden" eller "den lavere doktorgrad"; før 2002 endvidere benævnt licentiatgraden inden for visse forskningsområder), normeret til en kandidat- eller magistergrad + 3 års fuldtidsstudier.

- Doktorgraden (tillige benævnt "den højere doktorgrad"); tildeles efter godkendelse af indleveret doktorafhandling.

Bachelor- og ph.d.-graderne findes også i udlandet. De danske kandidat- og magistergrader svarer nogenlunde til den internationale mastergrad. Den højere doktorgrad findes ikke i alle lande, men den findes f.eks. i England og Tyskland; den findes ikke i USA.

## Liste over danske akademiske titler
De akademiske grader har en række forskellige titler/betegnelser, hvor den første del(fx BA, cand., BSc) typisk beskriver niveauet af graden, og den sidste del beskriver det akademiske område graden er givet indenfor(fx soc., merc., jur.). Den sidste del går i visse tilfælde igen på flere niveauer, selvom ikke alle titler går igen på alle niveauer(fx merc.aud.) Studerende på en uddannelse får ofte titlen stud.(studiosus). På bachelorniveau har man titlerne BA(Bachelor of Arts) og BSc(Bachelor of Science). I visse sammenhænge benyttes HA også som titel, men i en international kontekst falder titlen indunder BSc. Til kandidatgrader benyttes cand.(candidata eller candidatus).

### Kandidater
- cand.act.
  - Kandidat i forsikringsmatematik. Udbydes på Københavns Universitet
- cand.adm.pol.
- cand.agro.
- cand.arch.
- cand.art.
- cand.brom.
  - Kandidat i Fødevarevidenskab. Udbydes på Københavns Universitet.
- cand.comm.
- cand.cur.
- cand.geom.
- cand.hort.
- cand.hort.arch.
- cand.interpret.
- cand.it.
  - Kandidat i det IT-faglige område. Udbydes på IT-Universitetet
- cand.jur.
  - Kandidat i Jura. Udbydes på Københavns Universitet.
- cand.lact.
  - Kandidat i Fødevarevidenskab med specialisering i mejeriteknologi(mejeriingeniør). Udbydes på Københavns universitet.
- cand.ling.merc.
  - Kandidat i Erhvervsøkonomi og Erhvervssprog. Udbydes på Copenhagen Business School.
- cand.mag.
  - Kandidat i Humaniora.
- cand.manu.
  - Kandidat i Klinisk Biomekanik(Kiropraktor). Udbydes på Syddansk Universitet.
- cand.med.
  - Kandidat i Medicin. Udbydes på Københavns Universitet, Syddansk Universitet, Aarhus Universitet og Aalborg Universitet.
- cand.med.vet.
  - Kandidat i Veterinærmedicin. Udbydes på Københavns Universitet.
- cand.merc.
  - Kandidat i Erhvervsøkonomi. Udbydes på Copenhagen Business School og Aarhus Universitet.
- cand.merc.aud.
  - Revisorkandidat. Udbydes på Copenhagen Business School.
- cand.merc.cems.
- cand.merc.dat.
  - Tidligere udbudt kandidat i Erhvervsøkonomi og Datalogi. Blev udbudt på Copenhagen Business School. Er i dag erstattet af den tilsvarende cand.merc.it.
- cand.merc.int.
- cand.merc.it.
  - Kandidat i Erhvervsøkonomi og Informationssystemer. Udbydes på Copenhagen Business School.
- cand.negot.
- cand.odont.
- cand.oecon.
  - Kandidat i Økonomi. Udbydes på Copenhagen Business School og Syddansk Universitet.
- cand.pharm.
  - Kandidat i Farmaci. Udbydes på Københavns universitet og Syddansk Universitet.
- cand.phil.
- cand.polit.
  - Kandidat i Økonomi tilsvarende cand.oecon. Udbydes på Københavns universitet. Den anderledes titel er historisk begrundet.
- cand.polyt.
  - Kandidat i det polytekniske område(Civilingeniør). Udbydes på Danmarks Tekniske Universitet.
- cand.psych.
  - Kandidat i Psykologi. Udbydes på Københavns Universitet.
- cand.public.
- cand.pæd.
  - Kandidat i Pædagogik.
- cand.rer.soc.
- cand.scient.
  - Kandidat i det naturvidenskabelige område. Udbydes på Københavns Universitet.
- cand.scient.adm.
- cand.scient.anth.
- cand.scient.bibl.
- cand.scient.cons.
- cand.scient.med.
- cand.scient.oecon.
  - Kandidat i Matematik-Økonomi. Udbydes på Københavns Universitet.
- cand.scient.pol.
  - Kandidat i Statskundskab. Udbydes på Københavns Universitet og Aarhus Universitet.
- cand.scient.san.publ.
- cand.scient.soc.
- cand.silv.
  - Kandidat i Skovbrugsvidenskab. Udbydes på Københavns Universitet.
- cand.stat.
- cand.techn.al.
- cand.techn.soc.
- cand.theol.
  - Kandidat i Teologi. Udbydes på Københavns universitet.